# Grand Prix SAR La Princesse Lalla Meryem 2024 - Qualificazioni singolare
Le qualificazioni del singolare del Grand Prix SAR La Princesse Lalla Meryem 2024 sono state un torneo di tennis preliminare per accedere alla fase finale della manifestazione disputate il 18 e 19 maggio 2024. Le vincitrici dell'ultimo turno sono entrate di diritto nel tabellone principale. In caso di ritiro di una o più giocatrici aventi diritto a questi sono subentrati i Lucky loser, ossia i giocatori che hanno perso nell'ultimo turno ma che avevano una classifica più alta rispetto agli altri partecipanti che avevano comunque perso nel turno finale.

## Teste di serie
1. Ajla Tomljanović (ritirata)
2. Kristina Mladenovic (primo turno)
3. Sof'ja Lansere (primo turno)
4. Leyre Romero Gormaz (ritirata, ancora in corsa nell'ITF Open Villa de Madrid)

1. Fanny Stollár (primo turno)
2. Giorgia Pedone (primo turno)
3. Tat'jana Prozorova (primo turno)
4. Ana Sofía Sánchez (primo turno)

## Qualificate
1. Camilla Rosatello
2. Nuria Brancaccio

1. Aleksandra Krunić
2. Berfu Cengiz

## Tabellone

### Legenda
| - Q = Qualificato - WC = Wild card - LL = Lucky loser | - ALT = Alternate - SE = Special Exempt - PR = Protected Ranking | - w/o = Walkover - r = Ritirato - d = Squalificato |

### Sezione 1
|  | Primo turno | Primo turno       | Primo turno       | Primo turno | Primo turno |  |  | Ultimo turno | Ultimo turno      | Ultimo turno      | Ultimo turno | Ultimo turno |  |
|  |             |                   |                   |             |             |  |  |              |                   |                   |              |              |  |
|  | Alt         | Martyna Kubka     | 4                 | 7           | 4           |  |  |              |                   |                   |              |              |  |
|  |             | Camilla Rosatello | 6                 | 64          | 6           |  |  |              | Camilla Rosatello | Camilla Rosatello | 6            | 6            |  |
|  |             | Dalila Spiteri    | Dalila Spiteri    | 6           | 6           |  |  |              | Dalila Spiteri    | Dalila Spiteri    | 4            | 1            |  |
|  | 8           | Ana Sofía Sánchez | Ana Sofía Sánchez | 3           | 4           |  |  |              |                   |                   |              |              |  |

### Sezione 2
|  | Primo turno | Primo turno         | Primo turno         | Primo turno | Primo turno |  |  | Ultimo turno | Ultimo turno       | Ultimo turno       | Ultimo turno | Ultimo turno |  |
|  |             |                     |                     |             |             |  |  |              |                    |                    |              |              |  |
|  | 2           | Kristina Mladenovic | Kristina Mladenovic | 2           | 1           |  |  |              |                    |                    |              |              |  |
|  |             | Nuria Brancaccio    | Nuria Brancaccio    | 6           | 6           |  |  |              | Nuria Brancaccio   | Nuria Brancaccio   | 6            | 6            |  |
|  |             | Victoria Rodríguez  | Victoria Rodríguez  | 6           | 7           |  |  |              | Victoria Rodríguez | Victoria Rodríguez | 4            | 3            |  |
|  | 6           | Giorgia Pedone      | Giorgia Pedone      | 4           | 65          |  |  |              |                    |                    |              |              |  |

### Sezione 3
|  | Primo turno | Primo turno        | Primo turno        | Primo turno | Primo turno |  |  | Ultimo turno | Ultimo turno      | Ultimo turno | Ultimo turno | Ultimo turno |  |
|  |             |                    |                    |             |             |  |  |              |                   |              |              |              |  |
|  | 3           | Sof'ja Lansere     | Sof'ja Lansere     | 4           | 1           |  |  |              |                   |              |              |              |  |
|  | PR          | Aleksandra Krunić  | Aleksandra Krunić  | 6           | 6           |  |  | PR           | Aleksandra Krunić | 4            | 6            | 6            |  |
|  |             | Maja Chwalińska    | Maja Chwalińska    | 6           | 6           |  |  |              | Maja Chwalińska   | 6            | 0            | 3            |  |
|  | 7           | Tat'jana Prozorova | Tat'jana Prozorova | 3           | 1           |  |  |              |                   |              |              |              |  |

### Sezione 4
|  | Primo turno | Primo turno     | Primo turno     | Primo turno | Primo turno |  |  | Ultimo turno | Ultimo turno    | Ultimo turno    | Ultimo turno | Ultimo turno |  |
|  |             |                 |                 |             |             |  |  |              |                 |                 |              |              |  |
|  | Alt         | Ayla Aksu       | Ayla Aksu       | 4           | 3           |  |  |              |                 |                 |              |              |  |
|  |             | Francesca Curmi | Francesca Curmi | 6           | 6           |  |  |              | Francesca Curmi | Francesca Curmi | 3            | 2            |  |
|  |             | Berfu Cengiz    | 6               | 2           | 7           |  |  |              | Berfu Cengiz    | Berfu Cengiz    | 6            | 6            |  |
|  | 5           | Fanny Stollár   | 4               | 6           | 67          |  |  |              |                 |                 |              |              |  |